# Stanislav Gross
Pour les articles homonymes, voir Gross.
Stanislav Gross, né le 30 octobre 1969 à Prague et mort le 16 avril 2015 dans la même ville, est un juriste et homme d'État tchèque membre du Parti social-démocrate tchèque (ČSSD).
Élu député en 1992, à seulement 23 ans, il devient huit ans plus tard ministre de l'Intérieur, puis promu premier vice-président du gouvernement en 2002.
Après la déroute du ČSSD aux élections européennes de juin 2004, il est choisi par les sociaux-démocrates pour remplacer Vladimír Špidla comme président du gouvernement. Il entre en fonction deux mois après.
Il démissionne dès le mois d'avril 2005, pris dans un scandale financier. Il renonce alors à la vie politique et exerce son métier d'avocat. Il meurt en avril 2015, à 45 ans.

## Biographie
Conducteur de locomotive à ses débuts, il devient membre du Parti social-démocrate tchèque après la Révolution de velours de l'automne 1989. Il est élu député au Conseil national tchèque en 1992. À la dissolution de la Tchécoslovaquie le 1er janvier 1993, il poursuit son mandat parlementaire au sein de la Chambre des députés.
Cette même année, il s'inscrit à l'université Charles de Prague, où il étudie le droit. Il entreprend ensuite une ascension fulgurante dans le parti et les institutions.
Dès janvier 1995, il prend la suite de Zdeněk Trojan en tant que président du groupe parlementaire, qui siège alors dans l'opposition. Il est reconduit après les élections de 1996 et de 1998. À la suite de ce scrutin, il devient parallèlement vice-président de la Chambre des députés. Il achève son parcours universitaire en 1999.
Le 5 avril 2000, Stanislav Gross est nommé à 30 ans ministre de l'Intérieur, dans le gouvernement minoritaire de Miloš Zeman. Lorsque Vladimír Špidla accède en juillet 2002 à la direction de l'exécutif, il le reconduit dans ses fonctions et lui confie le poste de premier vice-président du gouvernement.
Au cours des élections européennes des 11 et 12 juin 2004, le ČSSD réalise la pire performance de son histoire. Špidla est alors contraint de démissionner. Le 2 juillet suivant, Stanislav Gross est chargé par le président de la République Václav Klaus de former un nouveau gouvernement.
Le Parti démocratique civique (ODS) réclamant des élections anticipées et les sociaux-démocrates refusant de gouverner avec le Parti communiste (KSČM), Gross n'a d'autre choix que négocier en vue de confirmer la fragile coalition majoritaire avec l'Union chrétienne démocrate - Parti populaire tchécoslovaque (KDU-ČSL) et l'Union de la liberté-Union démocratique (US-DEU).
Il est nommé à 34 ans président du gouvernement de la République tchèque le 26 juillet suivant. Il forme son gouvernement de 17 ministres dès le 4 août. Lors du vote de confiance qui se tient 20 jours plus tard, il reçoit l'investiture de la Chambre par 101 voix pour et 99 contre.
À la fin du mois de janvier 2005, la presse révèle qu'il est le propriétaire d'un appartement d'une valeur de plus de quatre millions de couronnes et s'interroge sur la provenance des fonds lui ayant permis d'acquérir ce bien.
Alors que la polémique enfle et qu'il élude toute forme de réponse, les ministres de ses partenaires de coalition remettent leur démission le 25 mars suivant. Il est tout de même porté le lendemain à la présidence du Parti social-démocrate, par 291 voix favorables contre 203 au premier vice-président du gouvernement et ministre du Travail Zdeněk Škromach.
Lors d'un vote de censure le 1er avril demandé par l'ODS, le gouvernement survit grâce au soutien d'une partie de l'US-DEU et du KSČM.
Il finit par remettre sa démission le 25 avril, au profit de Jiří Paroubek, vice-président du parti et ministre du Développement régional, qui lui succède immédiatement. Il quitte en septembre la présidence du ČSSD et renonce à toute fonction politique.
En 2007, une nouvelle affaire éclate. Elle est liée à la vente très avantageuse d'actions de la société Moravia Energo revendues au prix de 100 millions de couronnes et au soudain enrichissement de Stanislav Gross. L'affaire est examinée par la police.
Employé par un cabinet d'avocats praguois, il meurt à 45 ans, victime d'une sclérose latérale amyotrophique.